# Campeonato Europeo de Patinaje de Velocidad sobre Hielo de 1989
El LXXXIII Campeonato Europeo de Patinaje de Velocidad sobre Hielo se celebró en dos sedes: las competiciones masculinas en Gotemburgo (Suecia) del 21 al 22 de enero y las femeninas en Berlín (RFA) del 14 al 15 de enero de 1989 bajo la organización de la Unión Internacional de Patinaje sobre Hielo (ISU), la Federación Sueca de Patinaje sobre Hielo y la Federación Alemana de Patinaje sobre Hielo.

## Resultados

### Masculino
| Evento              | Oro                                      | Plata                                        | Bronce                                 |
| ------------------- | ---------------------------------------- | -------------------------------------------- | -------------------------------------- |
| 500 m               | Olaf Zinke RDA 39,55 s                   | Peter Adeberg RDA 39,85 s                    | Fabio Monti · Italia · 39,85 s         |
| 1500 m              | Ildar Garayev URSS 2:00,96               | Annejan Portijk · Países Bajos · 2:01,78     | Peter Adeberg RDA 2:02,20              |
| 5000 m              | Leo Visser · Países Bajos · 7:08,41      | Gerard Kemkers · Países Bajos · 7:14,85      | Geir Karlstad · Noruega · 7:18,93      |
| 10 000 m            | Leo Visser · Países Bajos · 14:49,12     | Gerard Kemkers · Países Bajos · 14:55,76     | Geir Karlstad · Noruega · 14:59,97     |
| Clasificación total | Leo Visser · Países Bajos · 168,427 pts. | Gerard Kemkers · Países Bajos · 170,066 pts. | Geir Karlstad · Noruega · 170,847 pts. |

### Femenino
| Evento              | Oro                                   | Plata                            | Bronce                                |
| ------------------- | ------------------------------------- | -------------------------------- | ------------------------------------- |
| 500 m               | Herma Meijer · Países Bajos · 42,03 s | Jacqueline Börner RDA 42,41 s    | Constanze Moser RDA 42,43 s           |
| 1500 m              | Gunda Kleemann RDA 2:08,71            | Constanze Moser RDA 2:09,05      | Marieke Stam · Países Bajos · 2:10,32 |
| 3000 m              | Gunda Kleemann RDA 4:25,34            | Heike Schalling RDA 4:28,54      | Constanze Moser RDA 4:29,71           |
| 5000 m              | Gunda Kleemann RDA 7:40,29            | Constanze Moser RDA 7:47,64      | Heike Schalling RDA 7:47,80           |
| Clasificación total | Gunda Kleemann RDA 176,005 pts.       | Constanze Moser RDA 177,161 pts. | Jacqueline Börner RDA 179,257 pts.    |

## Medallero
- Solo se otorgan medallas en la clasificación general.

| Núm. | País         | Oro | Plata | Bronce | Total |
| ---- | ------------ | --- | ----- | ------ | ----- |
| 1    | RDA          | 1   | 1     | 1      | 3     |
| 2    | Países Bajos | 1   | 1     | 0      | 2     |
| 3    | Noruega      | 0   | 0     | 1      | 1     |
|      | TOTAL        | 2   | 2     | 2      | 6     |